# متلازمة عدم الحساسية الجزئية للأندروجين
متلازمة عدم الحساسية الجزئية للأندروجين  (بالإنجليزية: Partial androgen insensitivity syndrome)‏ هي حالة تؤدي إلى النقص الجزئي في قدرة الخلية على الاستجابة للأندروجينات. عدم الاستجابة الجزئية للخلية لوجود الهرمونات الأندروجينية يضعف من نمو الأعضاء التناسلية الذكرية في الجنين النامي، وكذلك تطور الخصائص الجنسية الثانوية في الذكور عند سن البلوغ، ولكن لا يضعف بشكل كبير تطور الأعضاء التناسلية أو الجنسية عند الإناث. على هذا النحو، فإن الحساسية تجاه الأندروجينات ذات أهمية فقط عندما تحدث في الذكور (أي الأفراد الذين لديهم كروموسوم Y، أو بشكل أكثر تحديدًا، جين SRY).
متلازمة عدم الحساسية الجزئية للأندروجين هي أحد ثلاثة أنواع من متلازمات عدم الحساسية للأندروجين، والتي تنقسم إلى ثلاث فئات متفاوتة حسب درجة الذكورة التناسلية: متلازمة عدم الحساسية التامة للأندروجين (CAIS) وفيها تكون الأعضاء التناسلية الخارجية أنثوية بالكامل، ومتلازمة عدم الحساسية المعتدلة للأندروجين(MAIS) ويتم الإشارة إليها عندما تكون الأعضاء التناسلية الخارجية هي أعضاء ذكورية طبيعية، ومتلازمة عدم الحساسية الجزئية للأندروجين (PAIS) ويشار إليها عندما تكون الأعضاء التناسلية الخارجية هي أعضاء ذكورية ولكن بصفة جزئية وليست كاملة.
متلازمة عدم الحساسية للأندروجين هي السبب الرئيسي والوحيد الذي يؤدي إلى أفراد ثنائية الجنس ولديها 46 XY كروموسوم.

## الأعراض
تم اقتراح نظام تكميلي من الدرجات النمطية التي تستخدم سبع فئات بدلا من الثلاث التقليدية من قبل عالم الغدد الصماء شارميان كيجلي في عام 1995. يتم التمييز بين الفئات الستة الأولى من المقياس، من 1 إلى 6، حسب درجة اكتمال الأعضاء التناسلية الذكورية؛ ويشار إلى الدرجة 1 عندما يكون هناك اكتمال للأعضاء التناسلية الذكورية الخارجية، ويشار إلى الدرجة 6 عندما يحدث تأنيث للأعضاء التناسلية الخارجية بالكامل، وتقيس الصفوف من 2 إلى 5 أربع درجات متفاوتة للأعضاء التناسلية بشكل متزايد من الذكور إلي الإناث. الفئة السابعة لا يمكن تمييزها عن الفئة السادسة حتى البلوغ، ويتم تمييزها بعد ذلك عن طريق وجود شعر ثانوي؛ حيث يتم تحديد الدرجة 6 عندما يكون الشعر الثانوي موجودًا، بينما يتم الإشارة إلى الدرجة 7 عند عدم وجوده. يمكن استخدام مقياس Quigley بالاقتران مع الطبقات الثلاثة التقليدية من AIS لتقديم معلومات إضافية حول درجة الذكورة التناسلية، وهو مفيد بشكل خاص عندما تكون الحالة عبارة عن نقص جزئي (PAIS).
يتم تشخيص متلازمة عدم الحساسية الجزئية للأندروجين عندما تكون درجة عدم الحساسية للاندروجين في فرد لديه 46 XY كبيرة بما فيه الكفاية لمنع صفات الذكورة جزئياً في الأعضاء التناسلية، ولكنها ليست كبيرة بما فيه الكفاية لمنعها تكون الأعضاء التناسلية الذكورية تماماً. وهذا يشمل أي نمط ظاهري ناتج عن نقص حساسية الاندروجين حيث تكون الأعضاء التناسلية ذكورية جزئياً، ولكن ليس كلياً. وكثيرا ما يتم اكتشاف غموض جنسي في الأعضاء التناسلية أثناء الولادة، وبالتالي يمكن إجراء الفحوصات لتشخيص PAIS خلال مرحلة الرضاعة كجزء من التشخيص تفريقي.

### الأمراض المصاحبة
ترتبط جميع أشكال ودرجات عدم الحساسية للاندروجين مع العقم، على الرغم من أنه تم الإبلاغ عن استثناءات لبعض الدرجات الخفيفة والجزئية.
مع الإصابة بالمرض هناك خطر 50 ٪ بتكون أمراض سرطانية في الخلايا الجنسية الذكورية عندما تكون الخصيتين مععلقتين. كما أنه إذا كانت الخصيتين بداخل كيس الصفن كلياً، فإنه لا يزال هناك خطر كبير من تكون أورام سرطانية. لم يتم نشر الدراسات حتى الآن لتقييم هذا الخطر.
 بعض الطفرات التي تؤدي إلي ظهور هذا المرض تؤدي إيضاً إلي حدوث سرطان البروستاتا  و سرطان الثدي في الرجال.
هناك مؤشرات على أن الأفراد الذين يعانون من حالة ثنائية الجنس قد يكونون أكثر عرضة للصعوبات والأمراض النفسية، ويرجع ذلك على الأقل جزئياً إلى مواقف وسلوكيات الأبوين تجاههم، وعليه فيجب البدء في إجراءات العلاج النفسي الوقائي على المدى الطويل للوالدين وكذلك للأفراد المتضررين في وقت التشخيص. تشير الأبحاث الحديثة المستندة إلى مقابلات مع هؤلاء الأشخاص إلى الحاجة لمزيد من الحماية الأسرية والدعم الأسري.

## التشخيص
لسوء الحظ، فإن عدد الأمراض التي ينظر إليها في التشخيص التفريقي لتشخيص أو استبعاد مرض نقص حساسية الأندروجين كبير جداً. التشخيص الفوري يكون ضروري بشكل خاص عندما يولد الطفل بأعضاء تناسلية مبهمة غير محددة نوعها من حيث الذكوة والأنوثة، حيث ترتبط بعض الأسباب باحتمالات تهدد الحياة مثل مرض أديسون. تحديد مستوي هرمون تستوستيرون، والمشتقات التي ينتج عنها التستوستيرون وديهدروتيستوستيرون (DHT) إما في الحالة العادية / أو بعد إعطاء هرمون الغدد التناسلية المشيمية البشرية (hCG)، يمكن أن يستخدم لاستبعاد مثل هذه العيوب في تخليق الاندروجين.
إن استخدام اختبارات الغدد الصماء الديناميكية مفيد بشكل كبير في تشخيص المرض. أحد هذه الاختبارات هو اختبار تحفيز موجهة الغدد التناسلية المشيمائية (hCG). إذا كانت الغدد التناسلية خصية، سيكون هناك زيادة في مستوى هرمون التستوستيرون في الدم كرد فعل علي هرمون موجهة الغدد التناسلية المشيمائية، بغض النظر عن نزول الخصية أو عدم نزولها. يمكن أن يساعد مقدار زيادة التستوستيرون على التفريق بين مقاومة الأندروجين وخلل النسيج التناسلي، كما يدل على وجود الرحم في فحص الموجات فوق الصوتية.

## التعامل مع المرض
يقتصر التعامل مع مرض عدم الحساسية للأندروجين حاليًا على معالجة الأعراض؛ حيث أن طرق تصحيح البروتين المعطل المسئول عن مستقبلات الأندروجين الناتج عن طفرات جينية غير متوفر حاليًا. تشمل طرق التعامل مع المرض تحديد الجنس، ورأب الأعضاء التناسلية، واستئصال الخصية فيما يتعلق بمخاطر ورم الخلايا الجرثومية، يتم العلاج بالهرمونات البديلة، والاستشارة الوراثية والاستشارات النفسية.

### تحديد الجنس
قد لا يكون قرار ما إذا كان الطفل المولود بمتلازمة عدم الحساسية للأندروجين سيصبح صبياً أو بنتاً واضحًا، حيث في الفئتين 3 و 4 على وجه الخصوص يكون النمط الظاهري صعب تصنيفه على أنه ذكر أو أنثى في المقام الأول، وبعضها يكون غير قادر على إظهار العلامات الجنسية عند سن البلوغ . يجب على أولياء أمور الأطفال حديثي الولادة المتأثرين بهذه المتلازمة طلب المساعدة الفورية في مركز متخصص مع فريق متعدد التخصصات من ذوي الخبرة، ويجب تجنب تحديد الجنس مسبقا. المبادئ التوجيهية القديمة لعام 2006 توصي بعدم انتظار أن يقرر الطفل نفسه. حيث وفقاً لها، تشمل الاعتبارات الرئيسية التي ينطوي عليها تعيين الجنس مظهر الأعضاء التناسلية، وإلى أي مدى ستحدث للطفل لتغيرات الجنسية في سن البلوغ، والخيارات الجراحية والوظيفة الجنسية بعد الجراحة للأعضاء التناسلية، واحتمالية حدوث عقم.

### رأب الأعضاء التناسلية
رأب الأعضاء التناسلية، على عكس تحديد الجنس، يمكن أن يكون لا رجعة فيه، وليس هناك ما يضمن أن الهوية الجنسية للبالغين ستكون حسب ما تم تحديده رغم التدخل الجراحي. لا تزال بعض جوانب جراحة رأب الأعضاء التناسلية محل نقاش؛ تم تقديم مجموعة متنوعة من الآراء المختلفة من قبل المتخصصين ومجموعات المساعدة الذاتية والمرضى على مدى العقود القليلة الماضية. وتشمل نقاط النظر ما هي الشروط التي تبرر الجراحة، ومدى ونوع الجراحة التي ينبغي استخدامها، وما هي أهدافها.
نتائج الجراحة التجميلية لرأب الأعضاء التناسلية تعتمد على كمية نسيج الانتصاب ووجود الإحليل التحتي أو عدم وجوده.

### استئصال الخصية
استئصال الخصية في وقت التشخيص هو التوصية الحالية لحالة نقص الأندروجين إذا كانت الحالة تعاني من خصية هاجرة، وذلك بسبب ارتفاع خطر (50 ٪) ورم الخلايا الجرثومية.

### العلاج الهرموني
تم استخدام هرمون التستوستيرون كدواء بنجاح لعلاج تأخر التغيرات الجسدية في الأولاد في بعض  وليس كل  الرجال التي تعاني من المتلازمة وتشمل خيارات العلاج دهان أو بقع علي الجلد، أو حبوب عن طريق الفم أو عن طريق الحقن.

## المجتمع والثقافة
من بين البالغين المصابين بمتلازمة عدم الحساسية الجزئية للأندروجين الأسترالي توني بريفا ، الذي يعتبر أول عمدة ثنائي الجنس في العالم. حيث عمل بريفا كنائب عمدة مدينة هوسبون، فيكتوريا، بين عامي 2009 و 2011، وعمدة بين 2011-2012.

## روابط خارجية
- androgen على جين تيستز التابع لمعاهد الصحة الوطنية الأمريكية/جامعة واشنطن